# Giuliani G. De Negri
Giuliani G. De Negri, pseudonimo di Gaetano De Negri (Genova, 1924 – Roma, 18 maggio 1992), è stato un produttore cinematografico e sceneggiatore italiano, noto per la sua collaborazione artistica con Paolo e Vittorio Taviani, dei quali ha prodotto tutti i film dal 1961 fino al 1990.
Ha vinto due volte il David di Donatello per il miglior produttore, nel 1983 per il film La notte di San Lorenzo e nel 1985 per Kaos, oltre che, nel 1983, un Nastro d'argento alla migliore sceneggiatura per La notte di San Lorenzo.

## Biografia
Nato a Genova nel 1924, durante la seconda guerra mondiale combatte come partigiano in Liguria, sotto il nome di battaglia di "Giuliani"; in seguito, Giuliani, con l'aggiunta della "G" iniziale di Gaetano e del cognome "De Negri", diventerà lo pseudonimo col quale firmerà i suoi lavori cinematografici.
Dopo la guerra comincia a interessarsi al mondo del cinema, mostrando un'inclinazione verso tematiche sociali e politiche, «alla ricerca di un cinema [...] critico, spregiudicato, "sgradevole nei modi dell'arte"». Nel 1950 si unisce alla Cooperativa Spettatori Produttori Cinematografici di Carlo Lizzani, che, tramite l'inedita formula del contributo diretto degli spettatori, mira a produrre film altrimenti impossibilitati a ottenere finanziamenti; De Negri farà il suo debutto co-sceneggiando e producendo esecutivamente il primo degli unici due film della cooperativa, Achtung! Banditi! (1951), diretto da Carlo Lizzani.
Dopo aver prodotto Giovanna (1955), film d'esordio di Gillo Pontecorvo, nel 1961 fonda assieme a Carlo Lizzani la casa di produzione Ager Film. De Negri crea poi un'altra cooperativa di giovani cineasti, la XXI Marzo Cinematografica, dedita alla produzione di opere di esordienti come I visionari (1968) di Maurizio Ponzi e Il gatto selvaggio (1969) di Andrea Frezza.
Conosce Paolo e Vittorio Taviani nel 1961, quando questi hanno appena dovuto interrompere le riprese del loro primo lungometraggio di finzione Un uomo da bruciare (1962, co-regia con Valentino Orsini) per mancanza di finanziamenti, aiutandoli poi a completare l'opera. Da quel momento, De Negri produce e occasionalmente co-sceneggia tutti i film della coppia fino a Il sole anche di notte del 1990, così come numerosi film di Orsini.
Muore nel 1992 dopo una lunga malattia al policlinico Agostino Gemelli di Roma, dov'era ricoverato.

## Filmografia

### Produttore

#### Cinema
- Achtung! Banditi!, regia di Carlo Lizzani (1951) – produttore esecutivo
- Giovanna, regia di Gillo Pontecorvo (1955)
- L'oro di Roma, regia di Carlo Lizzani (1961)
- Un uomo da bruciare, regia di Valentino Orsini, Paolo e Vittorio Taviani (1962)
- I fuorilegge del matrimonio, regia di Valentino Orsini, Paolo e Vittorio Taviani (1963)
- Una bella grinta, regia di Giuliano Montaldo (1964)
- I sovversivi, regia di Paolo e Vittorio Taviani (1967)
- Sotto il segno dello scorpione, regia di Paolo e Vittorio Taviani (1969)
- I dannati della terra, regia di Valentino Orsini (1969)
- Corbari, regia di Valentino Orsini (1970)[8]
- San Michele aveva un gallo, regia di Paolo e Vittorio Taviani (1972)
- L'attentato (L'attentat), regia di Yves Boisset (1972)
- Fischia il sesso, regia di Gian Luigi Polidoro (1974)
- Allonsanfàn, regia di Paolo e Vittorio Taviani (1974)
- Padre padrone, regia di Paolo e Vittorio Taviani (1977)
- Il prato, regia di Paolo e Vittorio Taviani (1979)
- Uomini e no, regia di Valentino Orsini (1980)
- La notte di San Lorenzo, regia di Paolo e Vittorio Taviani (1982)
- Kaos, regia di Paolo e Vittorio Taviani (1984)
- Figlio mio, infinitamente caro..., regia di Valentino Orsini (1985)
- Good Morning Babilonia, regia di Paolo e Vittorio Taviani (1987)
- Il sole anche di notte, regia di Paolo e Vittorio Taviani (1990)
- Dicembre, regia di Antonio Monda (1990)

#### Televisione
- La sostituzione, regia di Franco Brogi Taviani – film TV (1971) - produttore esecutivo

### Sceneggiatore
- Achtung! Banditi!, regia di Carlo Lizzani (1951)
- L'oro di Roma, regia di Carlo Lizzani (1961)
- I fuorilegge del matrimonio, regia di Valentino Orsini, Paolo e Vittorio Taviani (1963)
- Una bella grinta, regia di Giuliano Montaldo (1964) – soggetto
- La notte di San Lorenzo, regia di Paolo e Vittorio Taviani (1982)
- Figlio mio, infinitamente caro..., regia di Valentino Orsini (1985)

## Riconoscimenti
- David di Donatello
  - 1983 – Miglior film per La notte di San Lorenzo
  - 1983 – Miglior produttore per La notte di San Lorenzo
  - 1985 – Miglior produttore per Kaos
  - 1985 – Candidatura al miglior film per Kaos
- Nastro d'argento
  - 1983 – Miglior sceneggiatura per La notte di San Lorenzo